# Kask m/1887

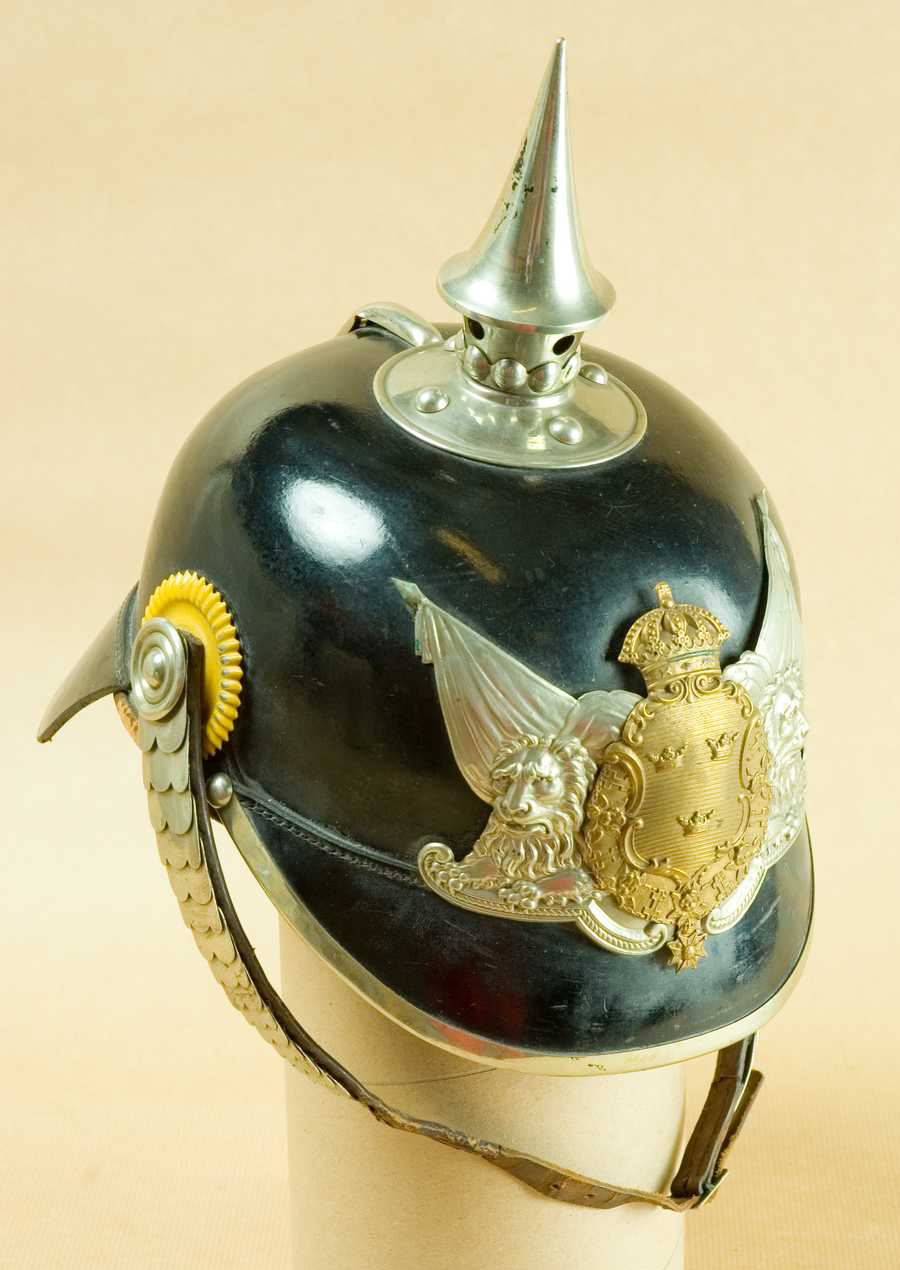
Kask m/1887 för manskap vid Svea livgarde (I 1).

Kask m/1887 är en kask som används inom försvarsmakten.

## Beskrivning
Denna typ av kask benämns pickelhuva. Kasken är tillverkad i svartlackerat läder. Beslagen och vapenplåten är försilvrade och vapenplåten hos officerare även blåemaljerad samt hos specialistofficerare vitemaljerad. På officerare och specialistofficerares kaskar finner man även en gul sidenkokard vid höger hakbandsfäste. Tidigare fanns hos manskapet även kompanisiffran.l

## Användning
Kasken bärs vanligen till vapenrock m/1886 eller kappa m/1886. Vid stor parad pryds även kasken av plym m/1887. Tidigare användes kasken av Svea livgarde (I 1) och Göta livgarde (I 2), men numera bärs den endast av Livkompaniet, Arméns musikkår och frivilliga Svea livgardes fältpiparkår, alla stationerade vid Livgardet (LG).

## Fotografier

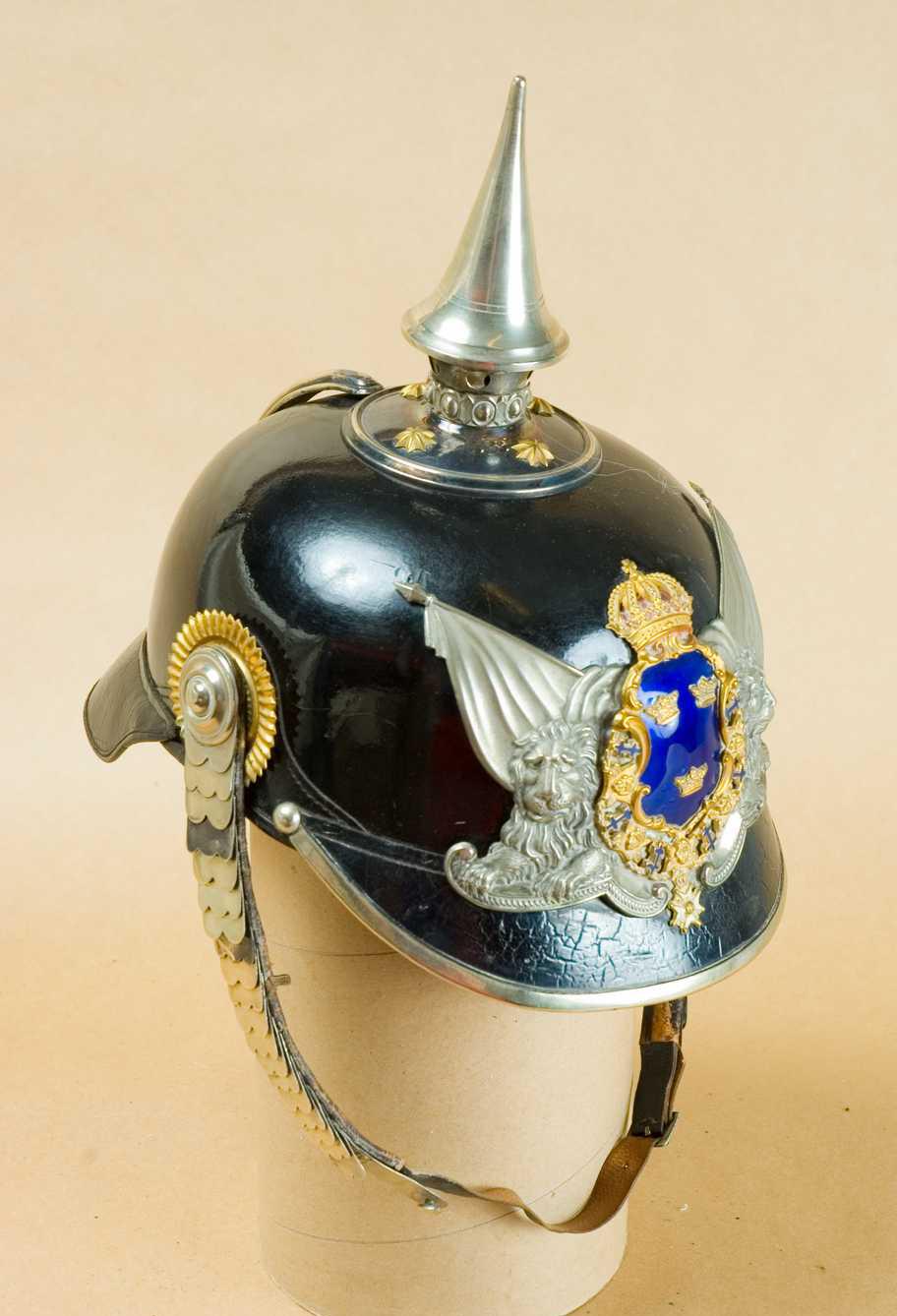
Kask m/1887 för officer vid Svea livgarde (I 1).
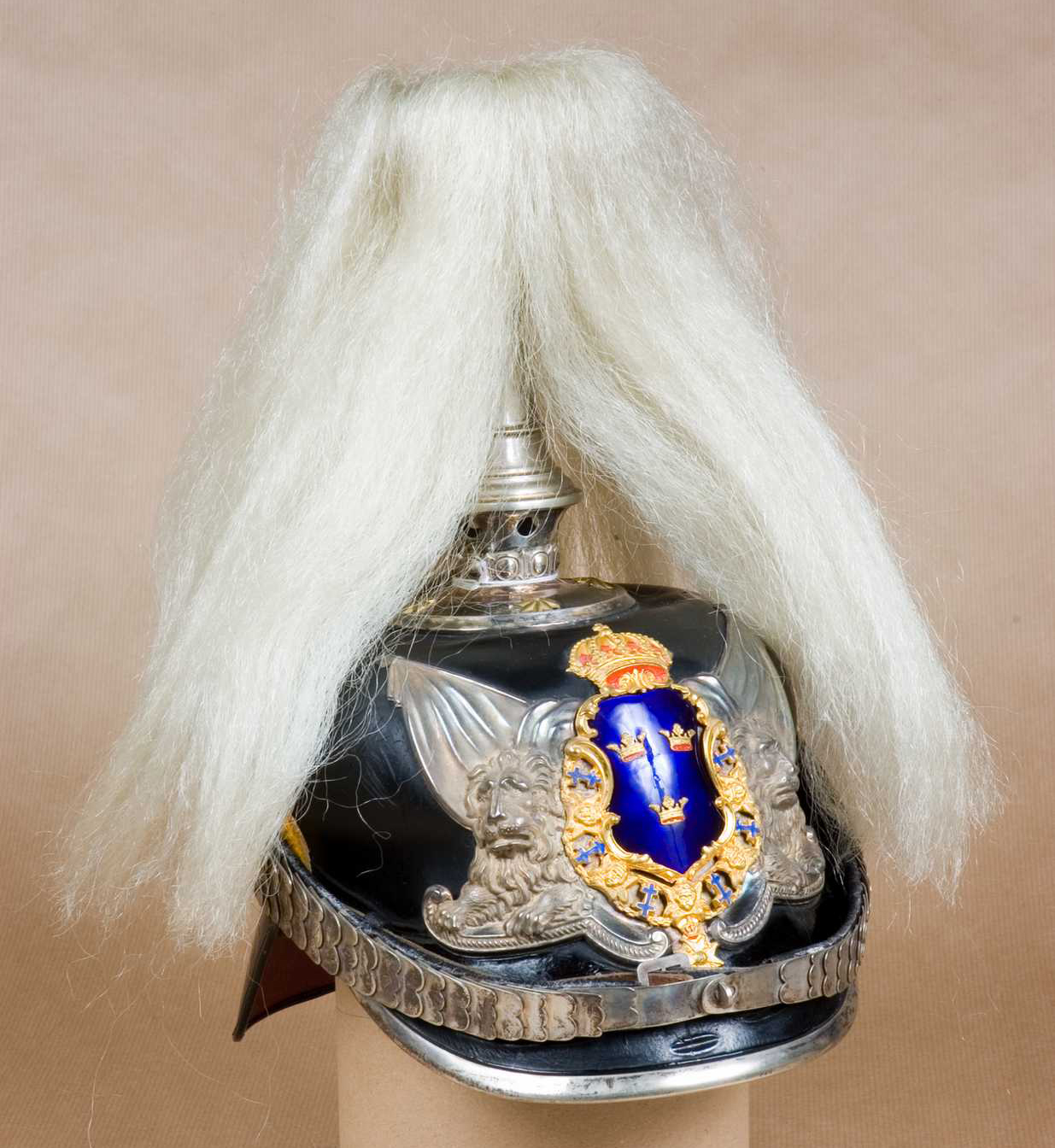
Kask m/1887 för officer vid Svea livgarde (I 1), stor parad med plym m/1887.
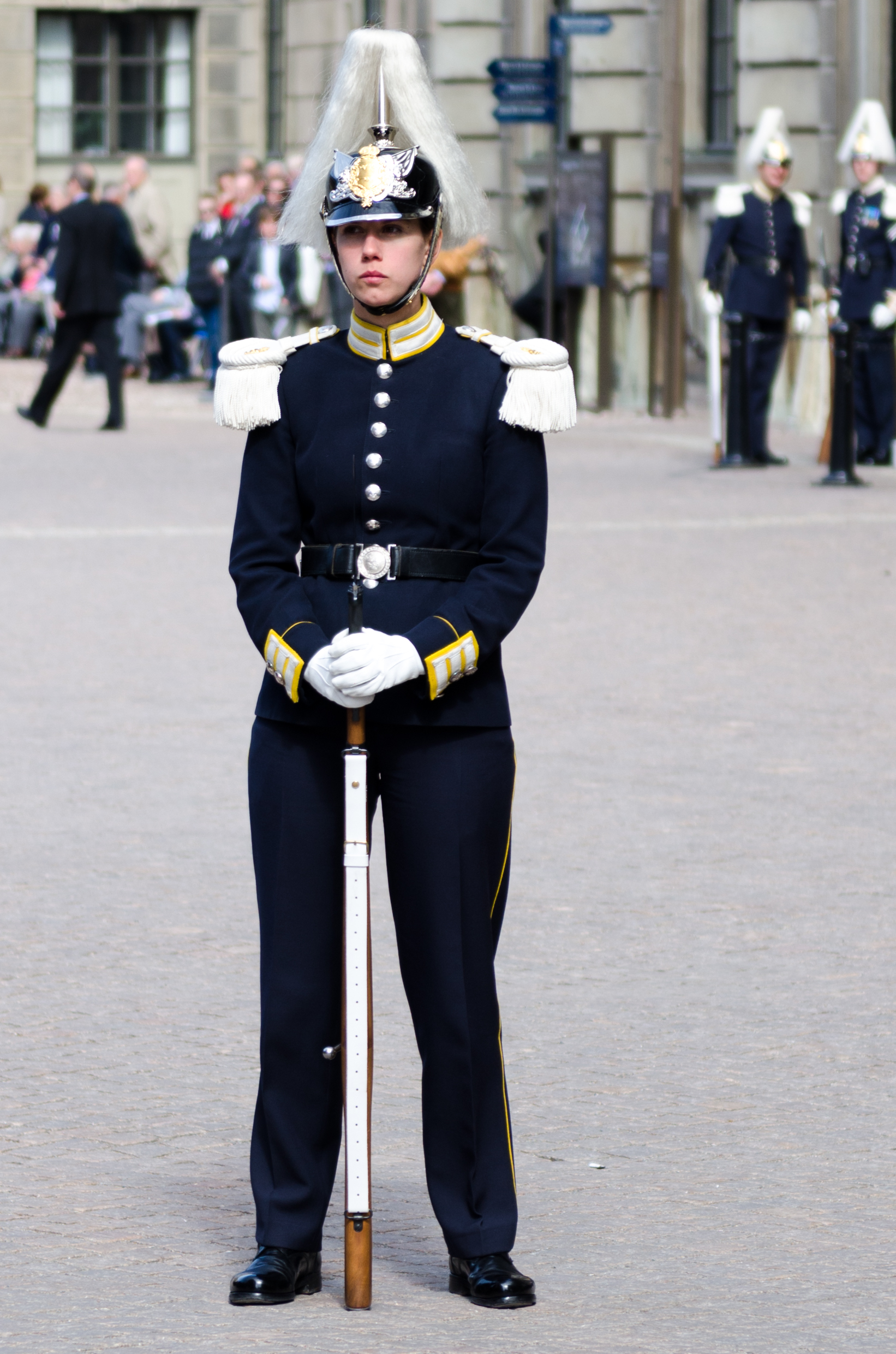
Kvinnlig soldat vid Livkompaniet med kask m/1887 för manskap, stor parad med plym m/1887. Detta i samband med Kungens födelsedag 30 april 2012.
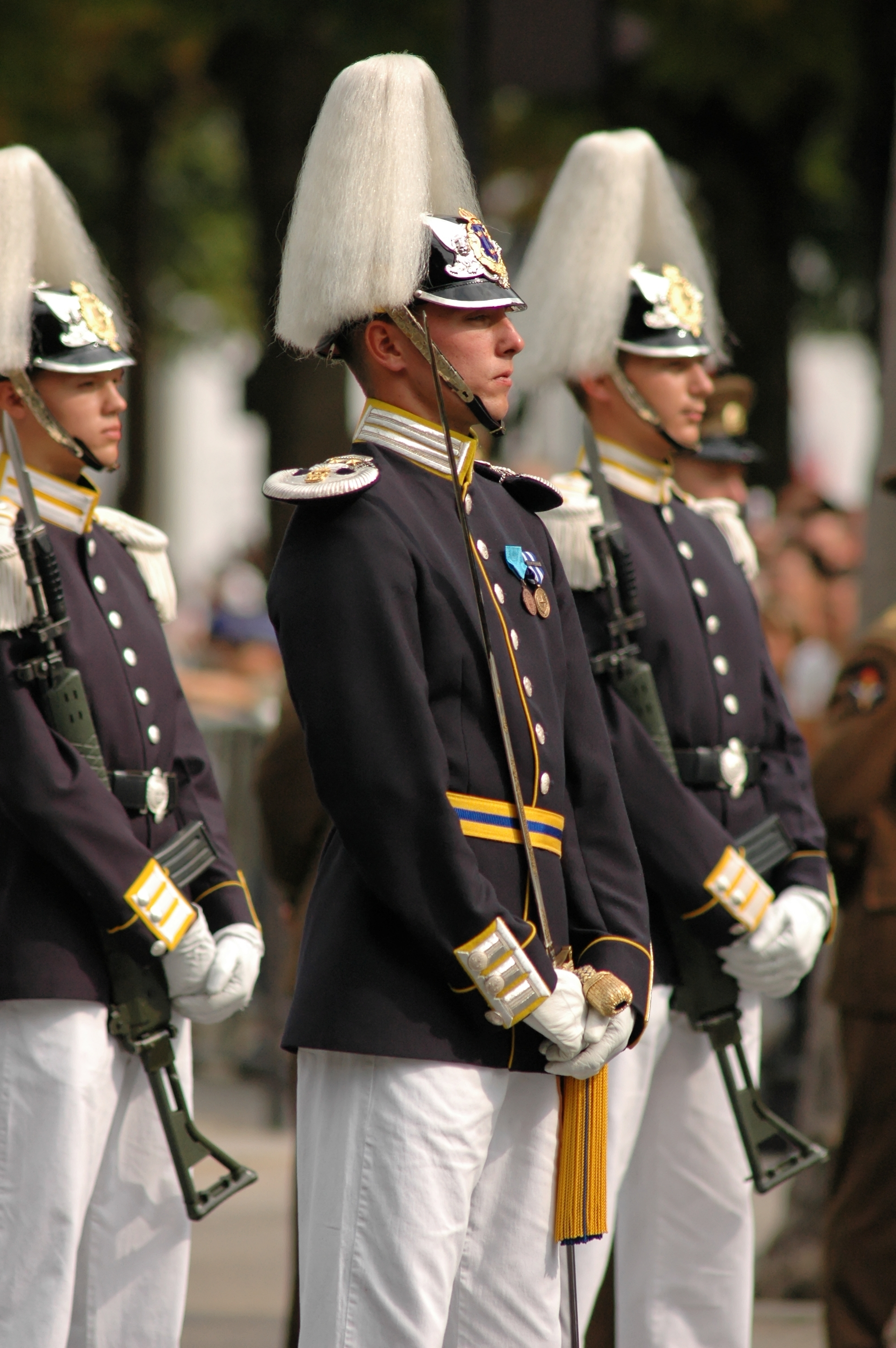
Officer vid Gardesbataljonen med kask m/1887, stor parad med plym m/1887.
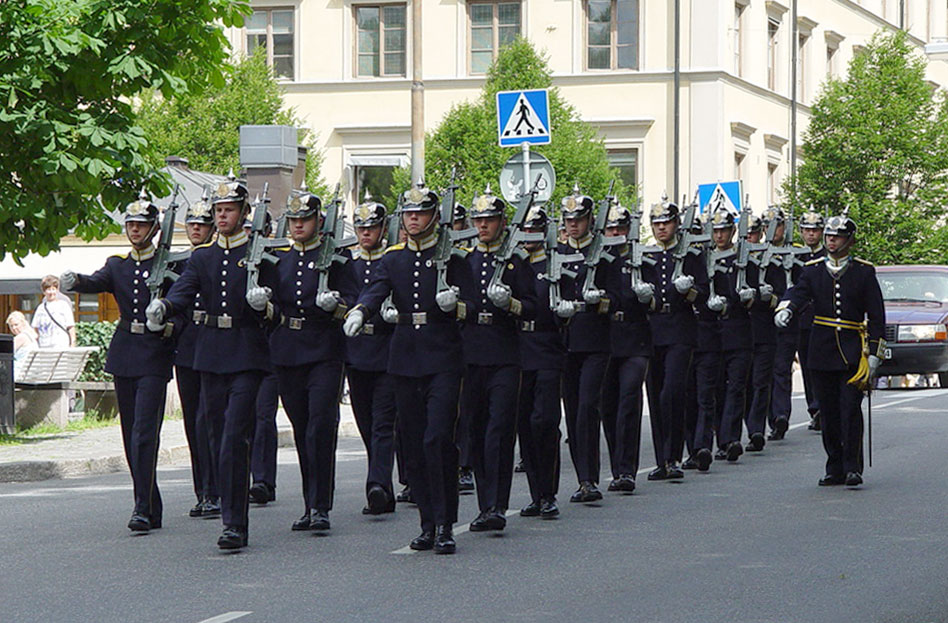
Högvakt från Gardesbataljonen iförda kask m/1887, liten parad med pik (pickel).